# Центрированное семиугольное число
Центрированное семиугольное число — это центрированное фигурное число, которое представляет семиугольник с точкой в середине и все окружающие точки лежат на семиугольных слоях. Центрированное семиугольное число для n задается формулой
{\displaystyle {7n^{2}-7n+2} \over 2}.
Его можно также вычислить умножением треугольного числа (n — 1) на 7, затем добавив 1.
Несколько первых центрированных семиугольных чисел
1, 8, 22, 43, 71, 106, 148, 197, 253, 316, 386, 463, 547, 638, 736, 841, 953 последовательность A069099 в OEIS
Чётность центрированных семиугольных чисел меняется по правилу нечётный-чётный-чётный-нечётный.

## Центрированные семиугольные простые
Центрированные семиугольные простые — это центрированные семиугольные числа, являющиеся простыми.
Несколько первых центрированных семиугольных простых
43, 71, 197, 463, 547, 953, 1471, 1933, 2647, 2843, 3697, … последовательность A144974 в OEIS
и центрированных семиугольных простых простых-близнецов
43, 71, 197, 463, 1933, 5741, 8233, 9283, 11173, 14561, 34651, … последовательность A144975 в OEIS.